# Le Thuit-Anger
Le Thuit-Anger és un municipi francès situat al departament de l'Eure i a la regió de Normandia. L'any 2007 tenia 629 habitants.

## Demografia

### Població
El 2007 la població de fet de Le Thuit-Anger era de 629 persones. Hi havia 236 famílies de les quals 32 eren unipersonals (12 homes vivint sols i 20 dones vivint soles), 96 parelles sense fills, 88 parelles amb fills i 20 famílies monoparentals amb fills.
La població ha evolucionat segons el següent gràfic:
Habitants censats

### Habitatges
El 2007 hi havia 250 habitatges, 240 eren l'habitatge principal de la família, 1 era una segona residència i 9 estaven desocupats. Tots els 249 habitatges eren cases. Dels 240 habitatges principals, 222 estaven ocupats pels seus propietaris, 17 estaven llogats i ocupats pels llogaters i 1 estava cedit a títol gratuït; 1 tenia una cambra, 1 en tenia dues, 31 en tenien tres, 64 en tenien quatre i 143 en tenien cinc o més. 201 habitatges disposaven pel capbaix d'una plaça de pàrquing. A 84 habitatges hi havia un automòbil i a 151 n'hi havia dos o més.

### Piràmide de població
La piràmide de població per edats i sexe el 2009 era:
| Homes | Edats   | Dones |
| ----- | ------- | ----- |
| 0     | 95 o +  | 0     |
| 4     | 90 a 94 | 4     |
| 8     | 85 a 89 | 8     |
| 4     | 80 a 84 | 4     |
| 12    | 75 a 79 | 4     |
| 0     | 70 a 74 | 8     |
| 20    | 65 a 69 | 4     |
| 12    | 60 a 64 | 36    |
| 20    | 55 a 59 | 12    |
| 44    | 50 a 54 | 32    |
| 20    | 45 a 49 | 32    |
| 24    | 40 a 44 | 16    |
| 16    | 35 a 39 | 24    |
| 16    | 30 a 34 | 16    |
| 8     | 25 a 29 | 16    |
| 12    | 20 a 24 | 4     |
| 12    | 15 a 19 | 28    |
| 16    | 10 a 14 | 24    |
| 32    | 5 a 9   | 4     |
| 20    | 0 a 4   | 4     |

## Economia
El 2007 la població en edat de treballar era de 424 persones, 292 eren actives i 132 eren inactives. De les 292 persones actives 268 estaven ocupades (134 homes i 134 dones) i 24 estaven aturades (15 homes i 9 dones). De les 132 persones inactives 78 estaven jubilades, 29 estaven estudiant i 25 estaven classificades com a «altres inactius».

### Ingressos
El 2009 a Le Thuit-Anger hi havia 236 unitats fiscals que integraven 610,5 persones, la mediana anual d'ingressos fiscals per persona era de 22.341 €.

### Activitats econòmiques
Dels 15 establiments que hi havia el 2007, 2 eren d'empreses de fabricació d'altres productes industrials, 4 d'empreses de construcció, 1 d'una empresa financera, 1 d'una empresa immobiliària, 5 d'empreses de serveis i 2 d'empreses classificades com a «altres activitats de serveis».
Dels 4 establiments de servei als particulars que hi havia el 2009, 1 era un paleta, 2 lampisteries i 1 electricista.
L'any 2000 a Le Thuit-Anger hi havia 9 explotacions agrícoles.

## Poblacions properes
El següent diagrama mostra les poblacions més properes.